# Antoine de Favray
Antoine de Favray, również Antoine Favray, Antoine Favrè (ur. 8 września 1706 w Bagnolet, zm. 9 lutego 1798 na Malcie) – XVIII-wieczny francuski malarz. Portretował osobistości Imperium Osmańskiego, jak również Wielkich Mistrzów Zakonu Maltańskiego, jest też autorem obrazów o treści religijnej.

## Życiorys
Antoine de Favray urodził się 8 września 1706 w Bagnolet, na przedmieściach Paryża we Francji. Jego rodzicami byli Claude Favray i Marie Millet. Ochrzczony został natępnego dnia w miejscowym kościele. Nic nie wiadomo o pierwszych trzech dekadach jego życia. Jego wczesny artystyczny trening jest również owiany tajemnicą, ale prawdopodobnie był związany z pracownią  Jean-François de Troy, jednego z najbardziej wpływowych wyznawców Rubénisme, francuskiego ruchu artystycznego (inspirowanego przez prace Tycjana i Rubensa), który uważał kolor za najważniejszy element w malarstwie.  

### Rzym
Kiedy w 1738 Jean-François de Troy został mianowany dyrektorem Académie royale w Rzymie, Favray towarzyszył mu jako „osobisty uczeń”. Pozostał tam jako stypendysta  przez sześć lat. Zyskał doskonałą reputację jako malarz, pracując głównie w stylu francuskim, podnosząc swoje umiejętności artystyczne w portretowaniu w dużej mierze pod wpływem spotkanych w Rzymie Charlesa van Loo i Pierre’a Subleyrasa, jak również narracyjnych kompozycji w stylu Pompeo Batoniego i Marco Benefiala. Był bardzo chwalony przez swojego mentora. Wykorzystywał obie te umiejętności przez resztę swojego życia, co stało się bardziej widoczne w trakcie jego pierwszego długiego pobytu na Malcie.

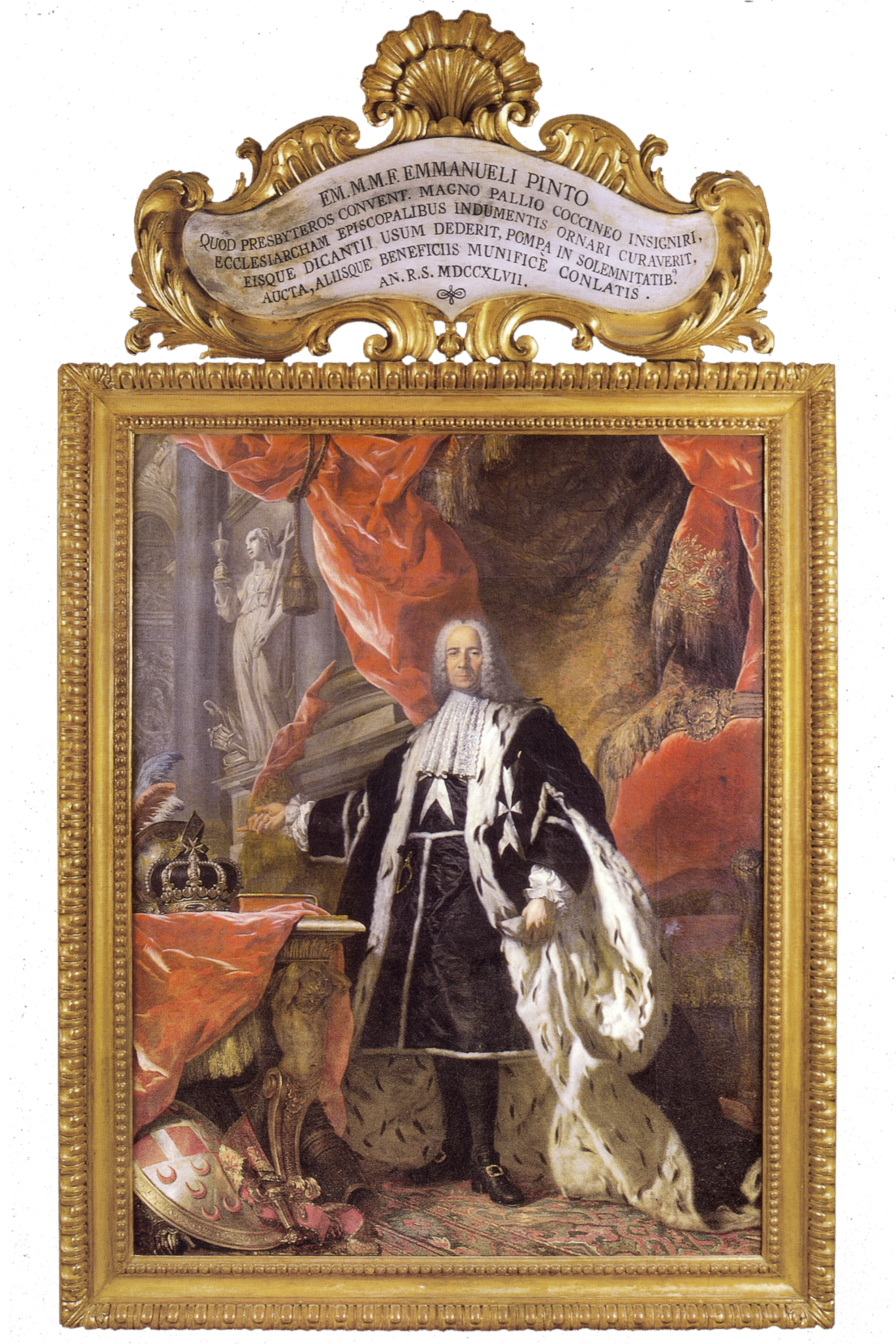
Portret wielkiego mistrza Manuela Pinto da Fonseca

### Malta – okres pierwszy
W 1744 opuścił Rzym i udał się na Maltę, gdzie przybył w lipcu tegoż roku. Na wyspie spędził większość okresu, w którym był czynny artystycznie, utrzymując jednak więzi z Paryżem. Francuski artysta był malarzem o znacznym talencie, ale jego wyjazd na Maltę był prawdopodobnie konsekwencją trudności w próbie ugruntowania swojej pozycji wśród najlepszych artystów w Rzymie.

Przeprowadzka artysty na Maltę odbyła się przy wsparciu kilku rycerzy zakonu św. Jana rezydujących wówczas w Rzymie, pomogła mu w tym także przyjaźń bogatego maltańskiego szlachcica Giuseppe Isidoro Marchese (1702–1792), który w tym czasie tamże studiował. Znajomość z rodziną Marchese była trwała, co zaowocowało zwłaszcza w pierwszych latach pobytu Favraya na Malcie. Był więc przygotowany, aby zdominować scenę artystyczną na Malcie, tak jak Mattia Preti zrobił to w poprzednim stuleciu, jednocześnie podnosząc standardy artystyczne z ogólnej przeciętności, do której spadły po śmierci Pretiego w 1699. Bardzo szybko ugruntował swoją pozycję jako modny malarz–portrecista i wprowadził trend malowania scen przedstawiających członków maltańskiej szlachty we wnętrzach. Naturalną koleją rzeczy Favray wkrótce otworzył się na sztukę religijną i malarstwo wielkowymiarowe.

W lipcu 1751 Favray został przyjęty do zakonu św. Jana jako Serviente d’Armi, w związku z czym w latach 1752–1756 brał udział w czterech morskich półrocznych caravanach – obowiązkowych wyprawach na galerach Zakonu.

Siedem lat po przyjęciu do Zakonu Favrayowi przyznany został stały dochód z komandorii Saint-Etienne de Renneville w Wielkim Przeoracie Francji.  
Współpraca Favraya z Zakonem została ugruntowana po wielkim sukcesie, jaki odniósł jego pełnowymiarowy Portret Wielkiego Mistrza Pinto, zamówiony w 1747 przez zgromadzenie kapelanów zakonnych. Siła malarska Favraya przejawiała się głównie w dużej liczbie portretów, które wykonał w tym okresie. Jego rygorystyczne podejście do portretowania zostało dodatkowo wzmocnione licznymi, zachowanymi do dziś rysunkami i studiami portretowymi jego modeli. Malował najważniejsze osobistości na wyspie, w tym najważniejszych członków Zakonu, rycerzy sprawiedliwości, biskupów, członków duchowieństwa i szlachtę.         

### Konstantynopol

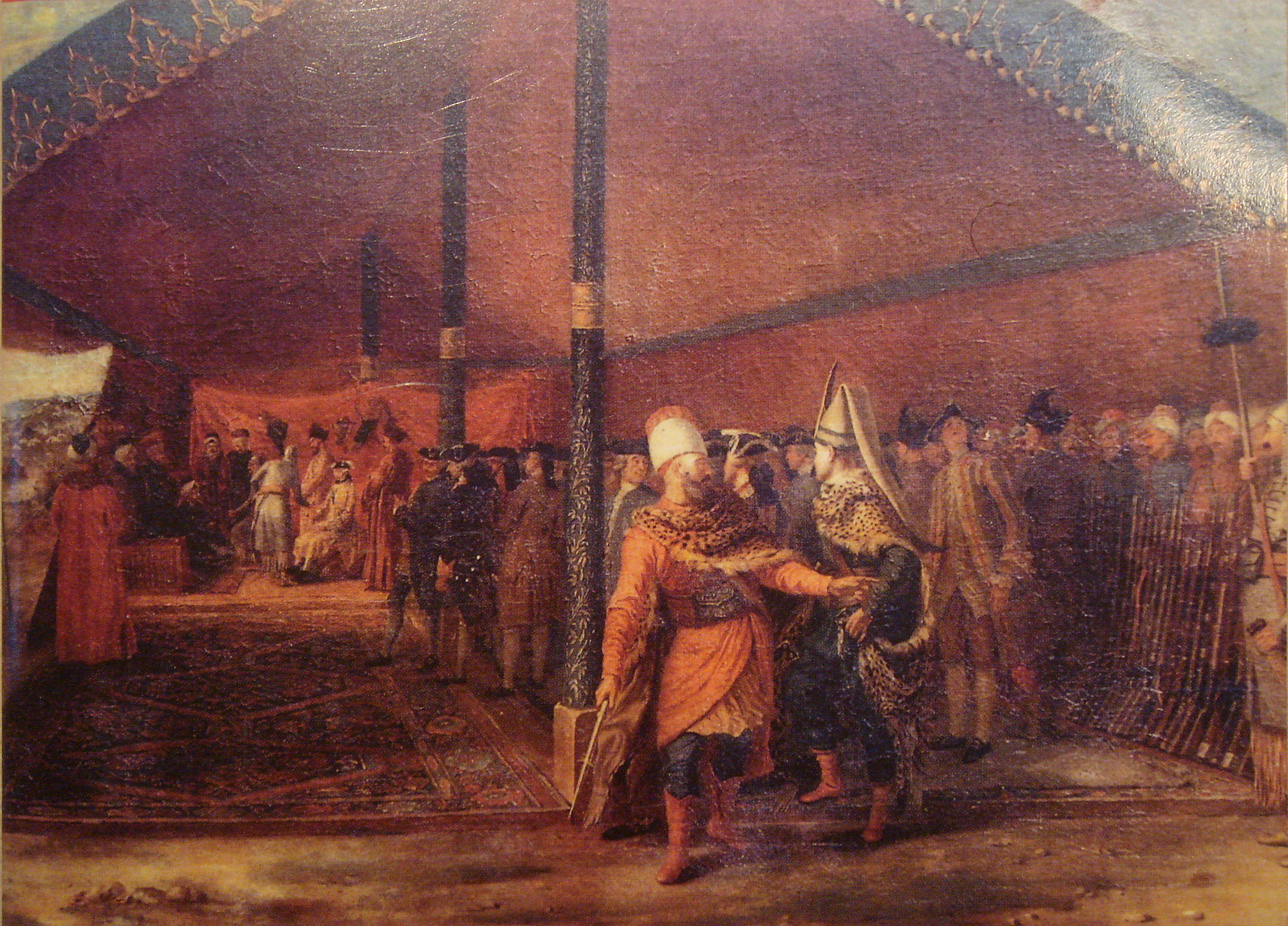
Audiencja ambasadora de Saint-Priest u wielkiego wezyra (1769)

Miłość do egzotyki ostatecznie rozpaliła w Favrayu pragnienie odwiedzenia Orientu i w końcu uzyskał, jako jedyny członek Zakonu pozwolenie na rejs do Konstantynopola. Nocą 9/10 grudnia 1761 Favray rozpoczął swoją podróż do stolicy Imperium Osmańskiego, dokąd przybył 19 stycznia 1762. Tam Favray cieszył się protekcją francuskiego ambasadora hrabiego Charlesa Graviera de Vergennes, francuskiego konsula Louisa de Chénier, innych wybitnych Francuzów i członków ambasady rosyjskiej. Pozostał w Konstantynopolu dziewięć lat, malując liczne portrety, w tym ambasadora i jego świty, Fanariotów (Greków mieszkających w dzielnicy Fanar), kupców, greckich i lewantyńskich dam, sceny z bazarów lub audiencji oraz widoki krajobrazów Bosforu.

Ten pobyt, który leży u podstaw kontynentalnego znaczenia Favraya, uczynił go jednym z pierwszych artystów orientalistycznych z połowy XVIII wieku, którzy osiedlili się i pracowali w tym urzekającym mieście. W 1762, będąc już w Konstantynopolu został, na podstawie swoich prac przesłanych do Francji przed opuszczeniem Malty, przyjęty do Académie royale. Jego orientalne obrazy zostały dobrze przyjęte w Europie ze względu na ich osobliwą tematykę i szczere przedstawienie codziennych scen z tajemniczego Wschodu. Kiedy wrócił na Maltę, przywiózł w swoim bagażu wiele rysunków, które wykorzystał w kilku kolejnych pracach.
Jednak z upływem lat idylla, której szukał i którą znalazł na Wschodzie, zaczęła zanikać. Wybuch wojny między Turcją a Rosją prawdopodobnie był dla niego brutalnym szokiem.  W 1771 udał się do Marsylii, skąd zaplanował swój ostateczny powrót na Maltę.

### Malta – okres drugi
29 września 1771 Favray powrócił na Maltę. Był już w podeszłym wieku, jako artysta cieszył się zasłużonym uznaniem w politycznych kręgach Zakonu. Odnowił też znajomość z wpływową rodziną L’Hoste (Lott) oraz innymi znamienitymi członkami Zakonu. W 1779 wielki mistrz Emmanuel de Rohan zlecił artyście odrestaurowanie obrazów i fresków w prywatnej kaplicy w pałacu Wielkiego Mistrza, a także w apartamentach Giardino della Marina, letniej rezydencji wielkiego mistrza. Favray pozostał aktywny artystycznie do końca swojego długiego życia. Jego Autoportret jako starzec w Valletta Museum of Fine Arts przedstawia go w podeszłym wieku.
Ostatnie lata życia Antoine’a Favraya z pewnością nie upłynęły na wygodnej emeryturze. Zajmował się posługą chorym w Sacra Infermeria. W styczniu 1793 objął stanowisko Armoniere (jałmużnika), na które został ponownie wybrany w lutym 1795, a po raz trzeci w styczniu 1797. Do jego obowiązków należała m.in. opieka nad srebrnymi naczyniami należącymi do szpitala, a także nadzór nad dystrybucją drogich produktów spożywczych, takich jak rodzynki, suszone śliwki czy migdały. Funkcja ta wiązała się z obowiązkiem zamieszkania na terenie szpitala, stąd od 1773 Favray właściwie rezydował w mieszkalnym skrzydle kompleksu szpitalnego.
Antoine de Favray zmarł na Malcie 9 lutego 1798 w wieku 91 lat. Następnego dnia jego doczesne szczątki spoczęły w nieoznaczonym miejscu krypty grobowej pod tak zwaną „kaplicą Bartolotta” poświęconą Matce Bożej Łaskawej, która znajduje się bezpośrednio pod oratorium kościoła konwentualnego.

## Działalność artystyczna

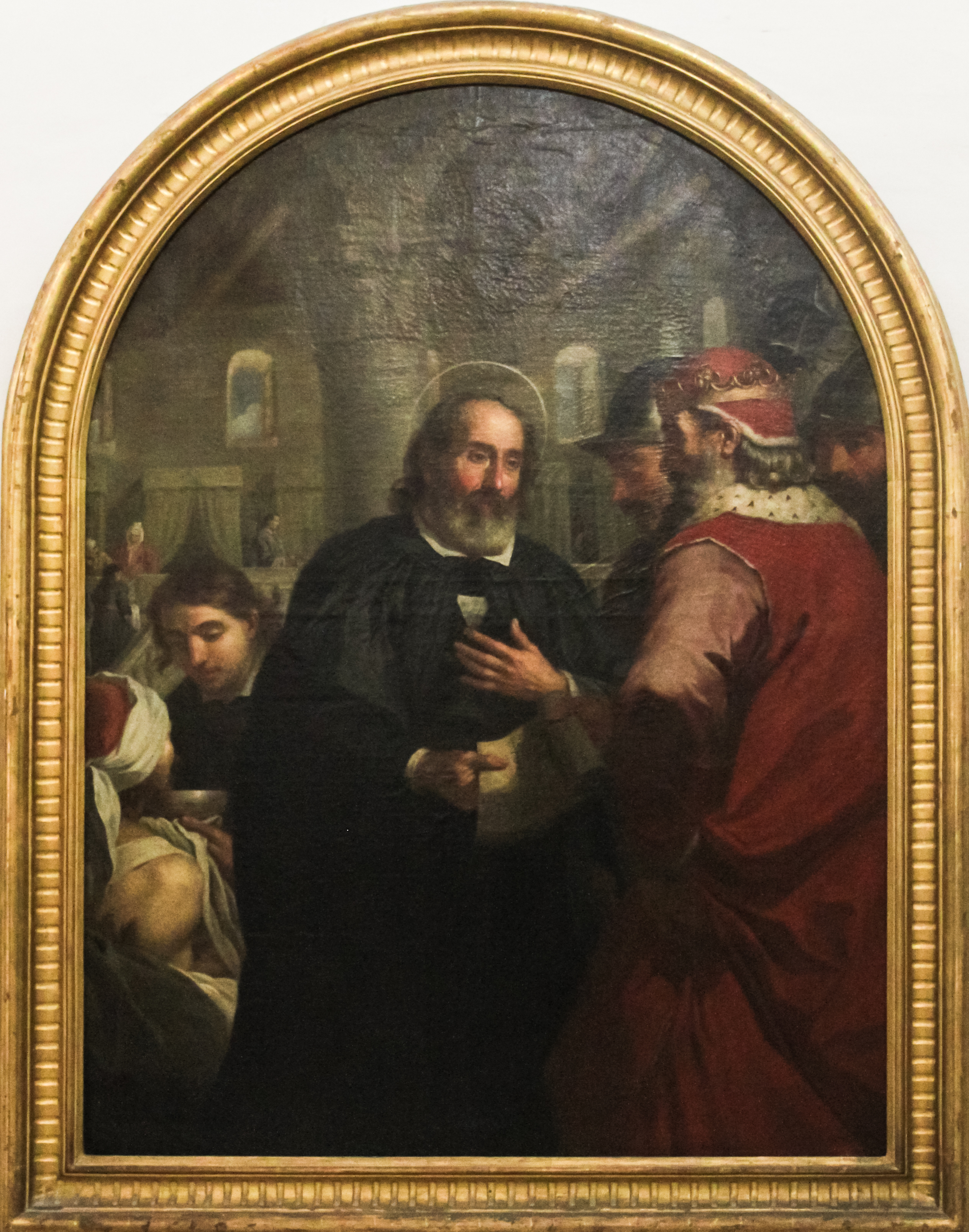
Błogosławiony Gerard przyjmujący Godfreya de Bouillion (1757)

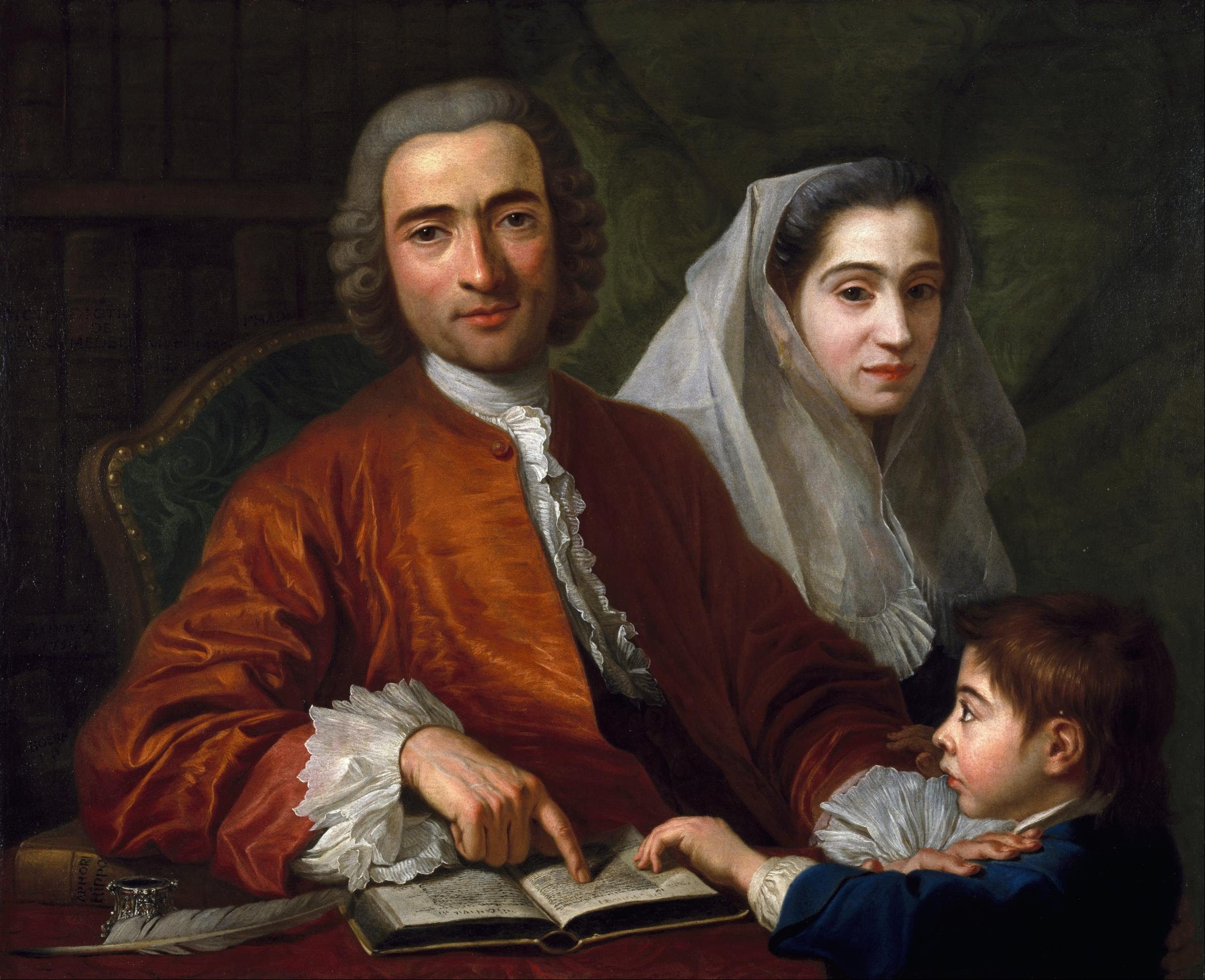
Dr Salvatore Bernard z żoną i synem (1759)

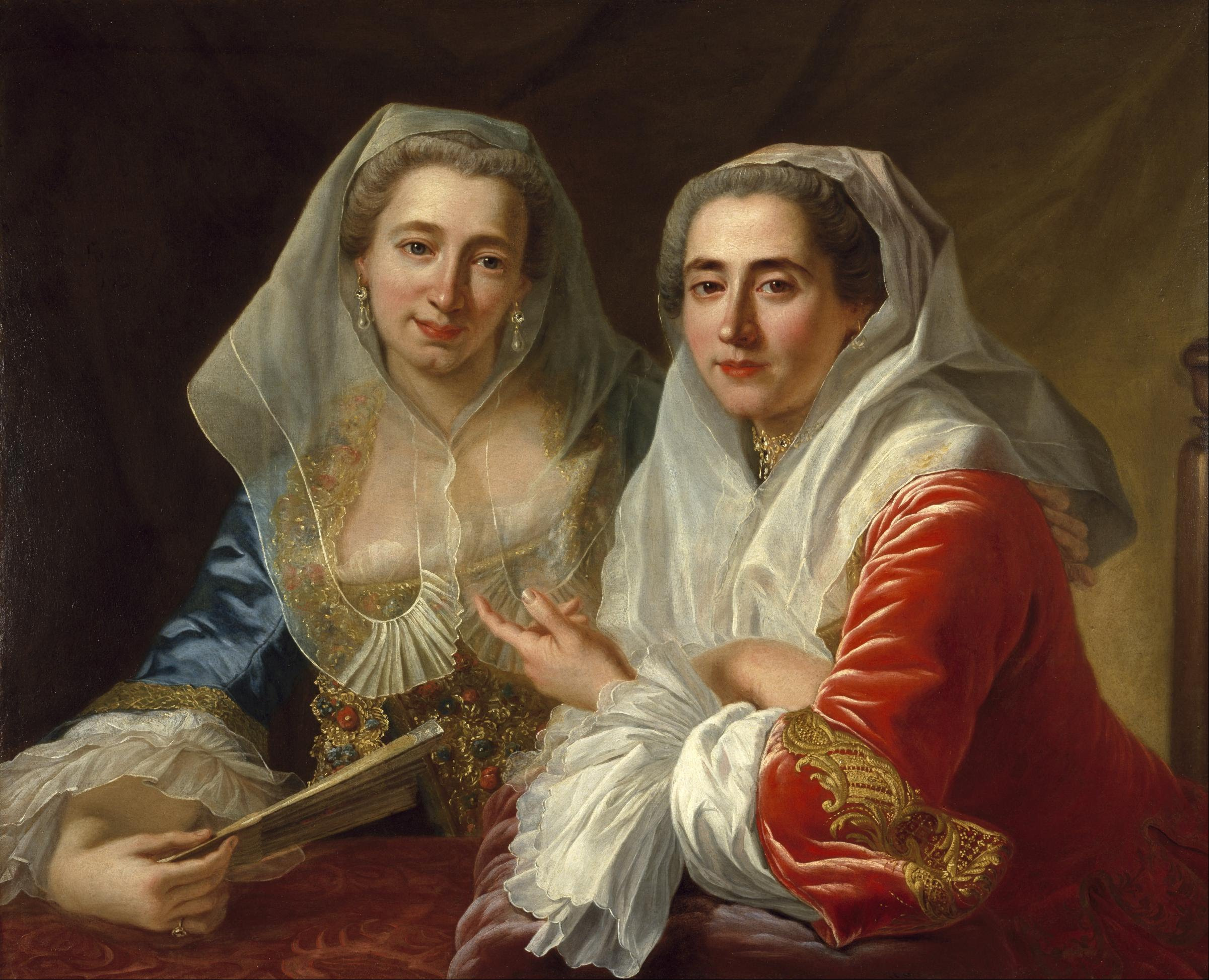
Siostry Mirabita (1759)

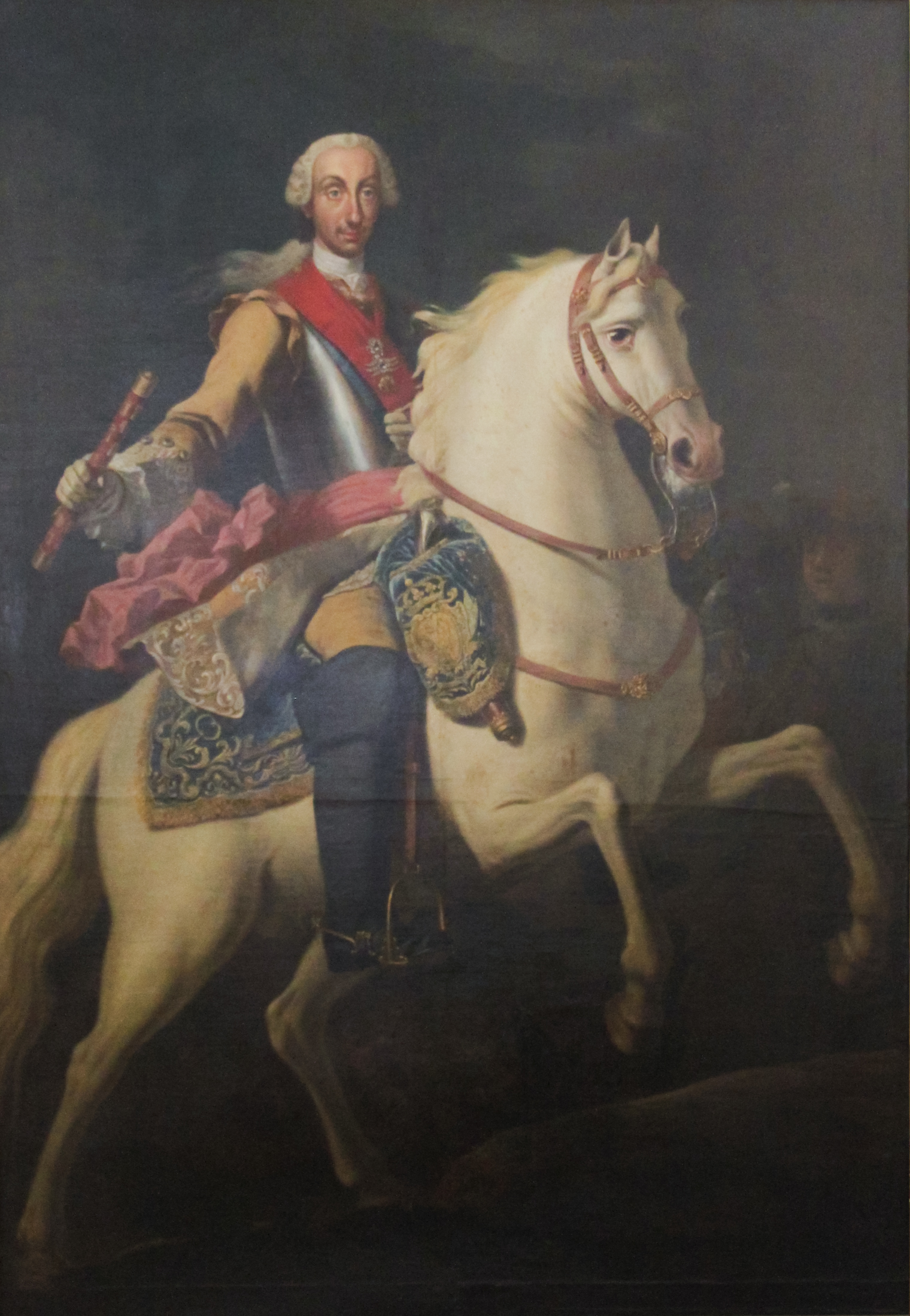
Konny portret króla Karola III hiszpańskiego (1760)

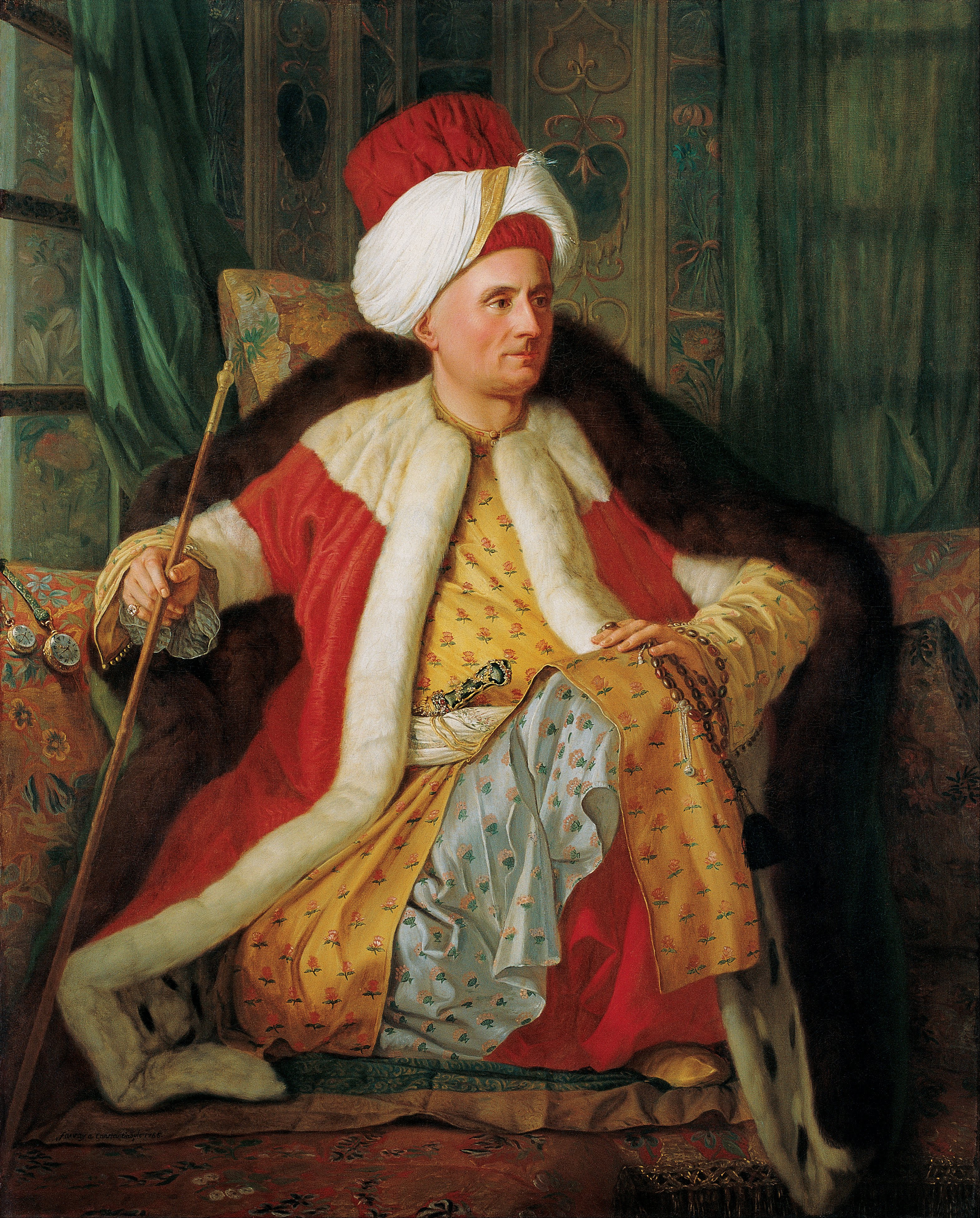
Hrabia de Vergennes (1766)

Podczas sześcioletniego pobytu w Rzymie Favray, wraz z innymi uczniami Jean-François de Troy, głównie kopiował dzieła Starych Mistrzów, w tym Guercina, Tycjana, Rafaela i Lissa, które wykonał jako obrazy lub jako szybkie szkice. Kopie te były przesyłane do Paryża, gdzie je wystawiano. Wśród znanej rzymskiej twórczości Favraya znalazła się również niewielka liczba akademickich rysunków męskiego aktu. Pośród kilku pewnych dzieł rzymskich znajduje się obraz ołtarzowy o dość nietypowym temacie Poddanie się antypapieża Wiktora IV papieżowi Innocentemu II, podpisany i datowany na 1743, który prawdopodobnie został zamówiony dla klasztoru cystersów św. Wincentego i św. Anastazego w Rzymie (obraz obecnie znajduje się w Norton Simon Museum w Pasadenie w Kalifornii).
Po przybyciu na Maltę jedną z pierwszych prac był wykonany w stylu ikony niewielki wymiarowo obraz Błogosławiona Dziewica, dziś przechowywany w muzeum katedry św. Jana w Valletcie. Pierwszym dużym zamówieniem Favraya były obrazy do kaplicy Najświętszego Sakramentu w kościele św. Pawła Rozbitka w Valletcie (1746–1747): obraz ołtarzowy Ostatnia Wieczerza, dwa boczne obrazy Abraham i Melchizedek i Eliasz i anioł, oraz owalny obraz nad ołtarzem Najświętsze Serce Jezusa. Pracował nad nimi od marca 1745 do lipca 1747.

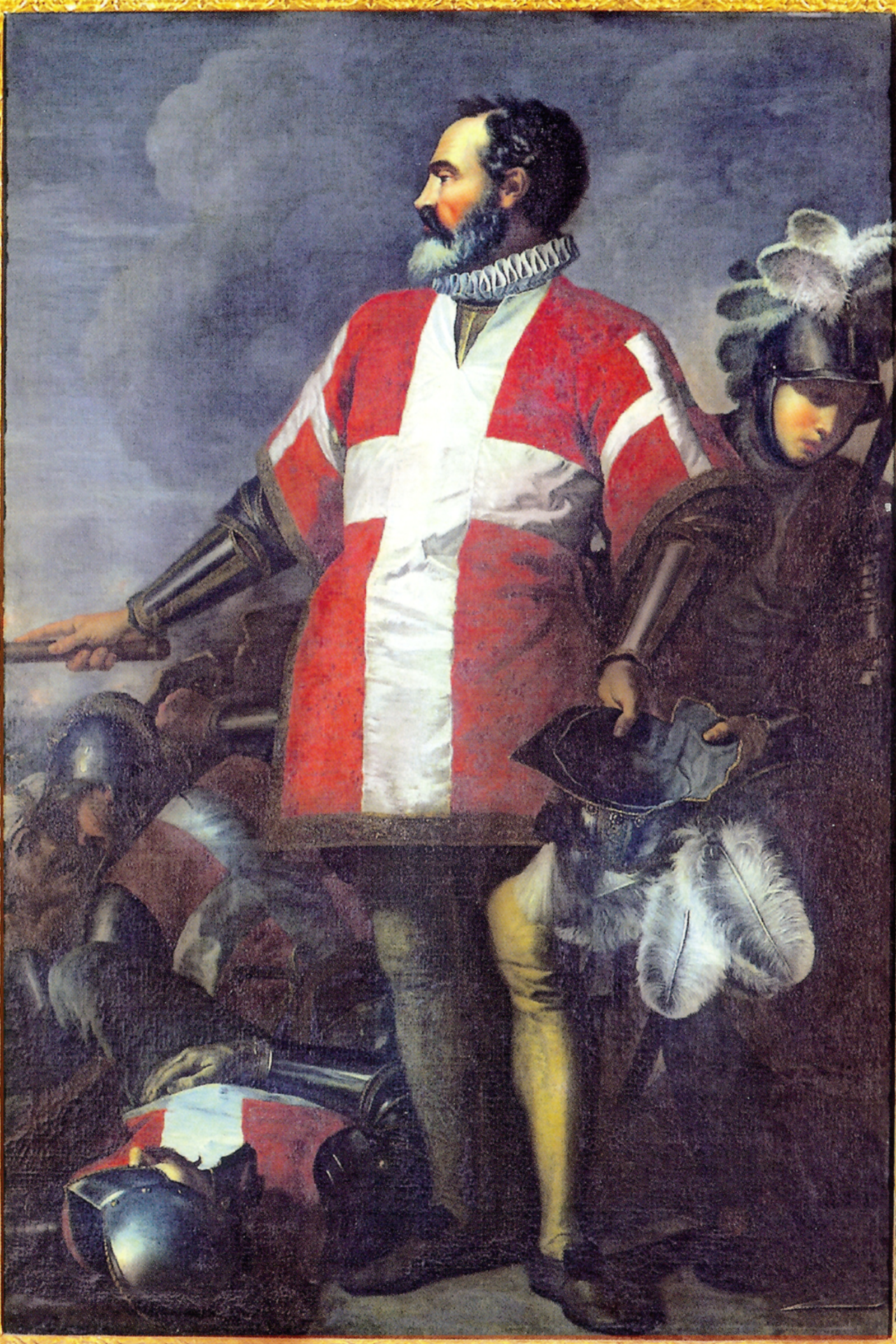
Wielki Mistrz Jean de Valette Antoine’a de Favraya

Jego kolejne ważne dzieła namalowane w latach 1748–1749 to obrazy w kaplicy Matki Bożej z Manresy w Kurii Arcybiskupiej we Florianie (wówczas seminarium Jezuitów „San Calcedonio”): Ukazanie się Matki Bożej św. Ignacemu Loyoli w Manresie w ołtarzu głównym oraz w ołtarzach bocznych Śmierć św. Józefa, Anioł Stróż prowadzący podopiecznego do raju, Śmierć św. Franciszka Ksawerego oraz Święci Paweł i Jan Chrzciciel. Dwa owalne obrazy o tematyce św. Ignacego Loyoli wieńczą boczne ściany kaplicy. Kaplica ta stała się pokazowym miejscem sztuki Favraya. Obrazy w San Calcedonio stanowią prawdopodobnie największe osiągnięcie artystyczne Favraya. Ugruntowały jego pozycję czołowego malarza na Malcie i, z wyjątkiem Francesco Zahry, nie musiał martwić się o potencjalnych rywali. Rzadko osiągał ponownie tak wysoki standard, a kilka jego późniejszych obrazów sakralnych, takich jak Madonna Łaskawa w Bormli lub Niepokalane Poczęcie ze św. Janem Chrzcicielem w Żebbuġ, to rozczarowujące dzieła.
Kolejnym znamienitym dziełem artysty jest Zwiastowanie Najświętszej Dziewicy (1748), które wraz z czterema bocznymi obrazami – Święty Piotr, Święty Paweł, Święty Karol Boromeusz oraz Święty Franciszek Salezy – powstało dla kaplicy pod tym wezwaniem w seminarium biskupim (dziś Muzeum Katedralne) w Mdinie.

Wśród innych religijnych obrazów wykonanych przez Favraya podczas jego pierwszego pobytu na Malcie należy wymienić Apoteozę św. Barbary (1747) dla kościoła św. Barbary w Valletcie, Świętego Jana Ewangelistę dla kościoła parafialnego w Lii, Matkę Bożą Dobrej Rady z kościoła Matki Bożej Zwycięskiej w Valletcie.
Dwie znaczące, niedatowane (przypuszczalnie z późnych lat 1750.) prace Favraya z okresu pierwszego pobytu na Malcie to Wielki Mistrz Philippe Villiers de L’Isle Adam przejmujący Mdinę oraz Wielki Mistrz Jean de Valette. Z tego okresu pochodzą również jego inne znamienite dzieła, żeby wymienić tylko Portret baliwa Johanna von Schauwenburg, Portret rycerza, Siostry Mirabita, Portret damy (niebieski) czy Portret biskupa Alpherana.

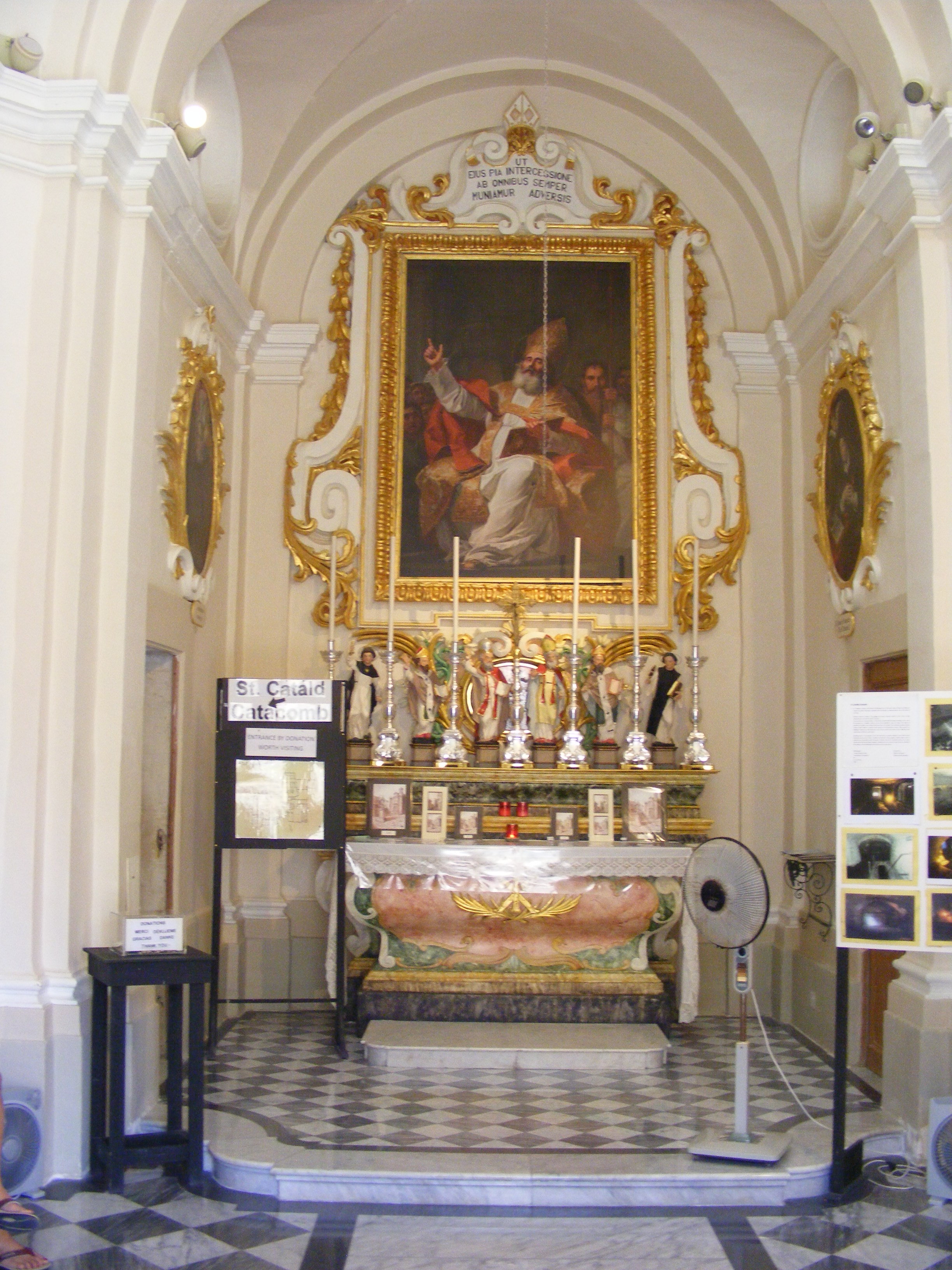
Obraz Święty Katald w kościele tego wezwania w Rabacie

W 1760 namalował ostatni monumentalny obraz o tematyce religijnej, był to Święty Katald w kościele pod wezwaniem tego świętego w Rabacie.
Favray namalował również szereg obrazów sztalugowych o charakterze religijnym, w tym Święci Paweł i Jan Chrzciciel (Muzeum Wignacourta w Rabacie), na rynek prywatny. Trzy z najwspanialszych to Odpoczynek w czasie ucieczki do Egiptu (kolekcja prywatna, Malta) oraz historyczne krajobrazy Św. Franciszek z Asyżu otrzymujący stygmaty (Muzeum Sztuk Pięknych, Valletta) i Ecce Agnus Dei (kolekcja prywatna, Malta).
Favray był zapalonym i chętnym rysownikiem, używał ołówka i papieru znacznie częściej niż jakikolwiek inny artysta działający na Malcie w tym okresie. Wśród jego rysunków znajdują się studia formalnych póz portretowych, ale także nieformalne rysunki kobiet w bardziej naturalnych układach.        
Z okresu pobytu w Konstantynopolu na uwagę zasługują dwa portrety: pierwszy, namalowany w 1766, Charlesa Graviera, hrabiego de Vergennes, francuskiego ambasadora w Konstantynopolu; i drugi, namalowany dwa lata później, świeżo poślubionej żony ambasadora, Annette Duvivier de Testa (1730–1798). Favray przedstawił ich oboje w tureckim stroju.

Malował też wiele widoków, m.in. The Sweet Waters Stream, The Mouth of the Golden Horn, The Castles of Europe and Asia czy The Street of the Hippodrome (przed 1779).

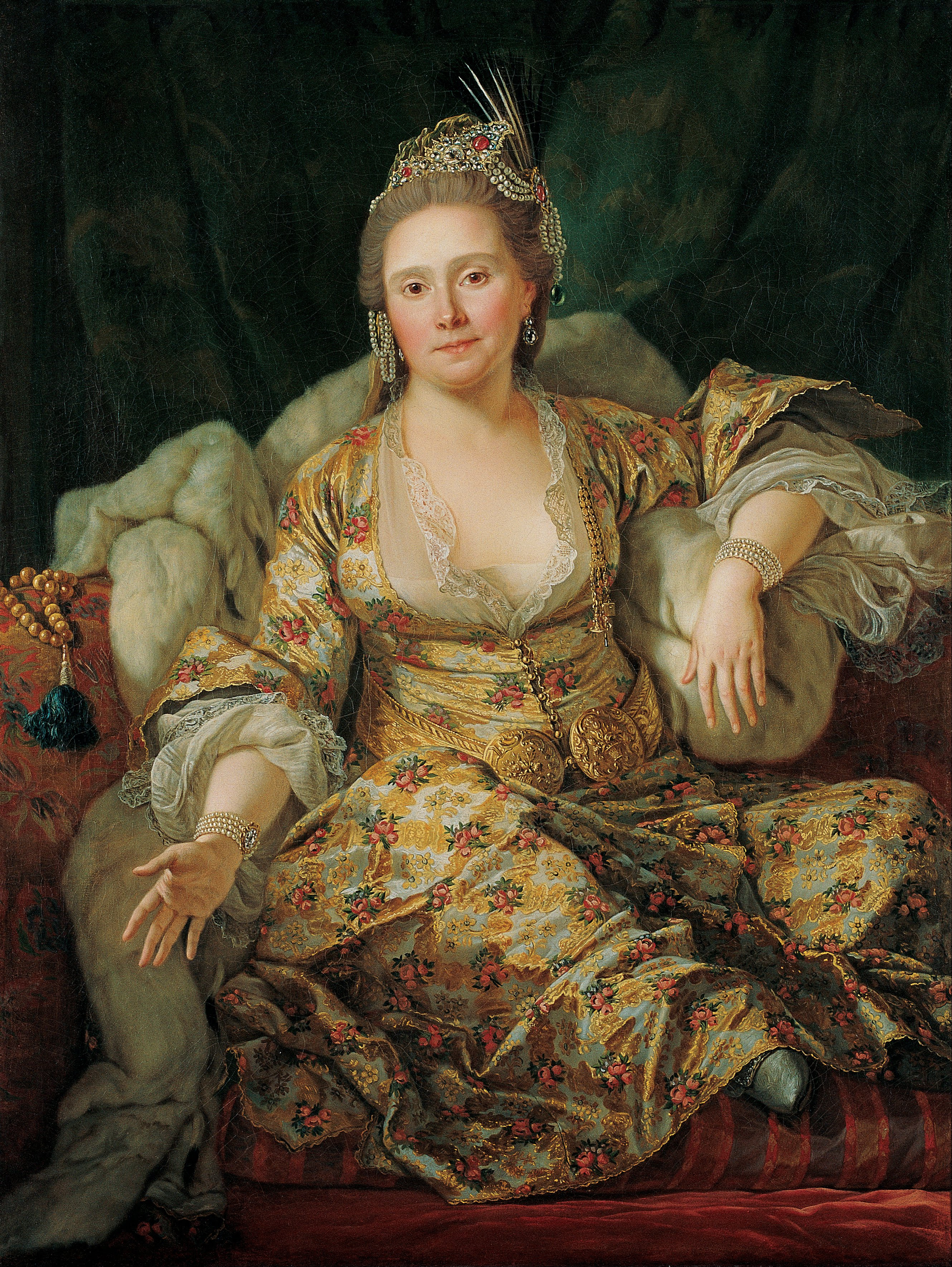
Portret hrabiny Vergennes (1768)

Lecz Favray był zwłaszcza zainteresowany portretowaniem kobiet, przedstawianych w próżnym „blasku” ich ozdób. Podczas gdy w swoich maltańskich portretach był ograniczony przez moralnie powściągliwe zasady panujące na wyspie, w zwesternizowanej enklawie Orientu Favray zanurzył się w nowym świecie, w którym społeczeństwo było bardziej podatne na liberalne prądy panujące w Europie, a w którym kobiety osiągnęły wyższy poziom emancypacji niż te spotykane na Malcie . Przykładem może być wspomniany już Portret hrabiny Vergennes czy Portret Catherine Raulin. Dla kontrastu, jego innej pracy Portret greckiej damy brakuje ogólnego wyrafinowania postawy postaci widocznej w poprzednim obrazie. Rysy twarzy kobiety nie mają nieskazitelnej technicznej strony obrazu Raulin, ale być może główną intencją Favraya było tutaj przedstawienie obfitego zbioru bogatych haftów, odzwierciedlające dążenie artysty do perfekcji w szczegółach.

Poza oficjalnym portretowaniem Favraya z natury pociągał barwna część społeczności, szczególnie ubiór kobiet, zwłaszcza Greczynek z Lewantu, słynących z piękna, które uchwycił w ich przeważającej próżności; w prywatnej kolekcji znajdują się m.in. Greckie damy na bazarze oraz Greckie damy w ogrodzie.
Pod koniec pobytu w Turcji Favray miał okazję uczestniczyć w audiencji hrabiego de Saint-Priest, nowego ambasadora francuskiego, u sułtana, i później u wielkiego wezyra. Zaowocowało to powstaniem dwóch obrazów przedstawiających te wydarzenia.  
Drugi okres maltański cechował się głównie wykonywaniem przez Favraya portretów. Namalował pełnowymiarowe portrety nowych Wielkich Mistrzów: Francisco Ximenesa (1773) i Emmanuela de Rohan (1776). Jego prywatne prace obejmują m.in. Portret dwóch maltańskich dam z chłopcem (1775), Papież Pius IV (1779) oraz monumentalny portret Wielkiego Mistrza de Rohan (przed 1784). Portrety Favraya były mocno i entuzjastycznie podziwiane za ich ozdobne wykończenie w stylu rokoko – szczególnie w jego licznych portretach rycerzy i maltańskich szlachciców.

W 1773, po śmierci Wielkiego Mistrza Emanuela Pinto, zaprojektował jego mauzoleum w konkatedrze św. Jana w Valletcie. Favray był również projektantem szeregu rycin, przedstawiających wielkich mistrzów Ximenesa i de Rohan, które zostały opublikowane w kilku ówczesnych publikacjach.
Jego działalność w zakresie obrazów religijnych stała się bardzo marginalna i niewiele jest takich obrazów, które stworzył w tych latach. Największe zlecenie zostało wykonane w 1783 na obraz ołtarzowy Niepokalane Poczęcie ze św. Janem Chrzcicielem dla kościoła parafialnego w Żebbuġ. To dość rozczarowujący obraz, zarówno pod względem walorów malarskich, jak i struktury kompozycyjnej. Favray wykonał tam również dwa mniejsze obrazy, Święty Franciszek Ksawery i Święty Alojzy Gonzaga. Jedną z ostatnich prac religijnych artysty był, podobnie oceniany obraz Błogosławiona Dziewica z Dzieciątkiem w kościele Tas-Samra w Ħamrun.

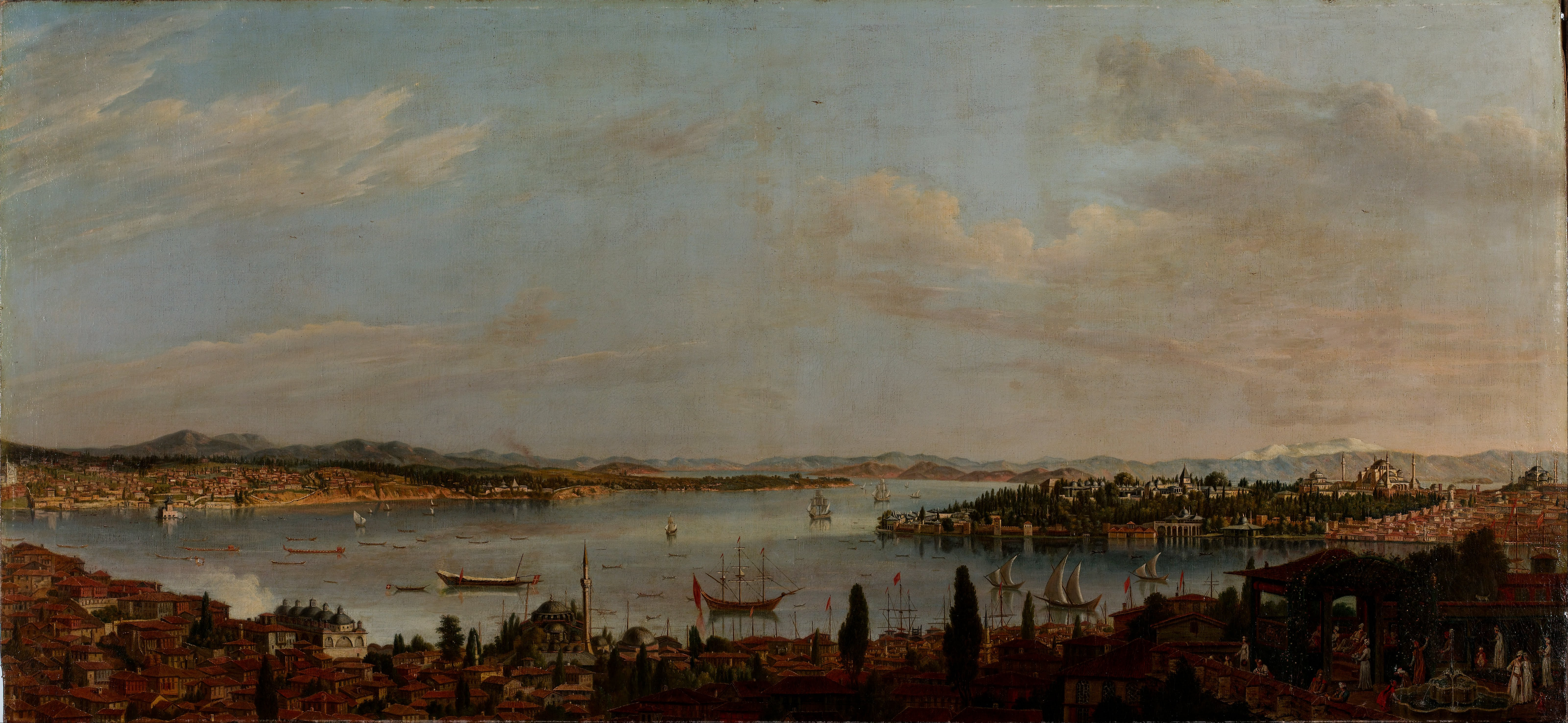
Widok wejścia do portu w Konstantynopolu (1770)

Dwa „bliźniacze” obrazy, „Tureckie kobiety” i „Greckie kobiety” w Muzeum Katedralnym w Mdinie, są bardzo późnymi dziełami, namalowanymi w 1792, gdy artysta miał osiemdziesiąt sześć lat. Najważniejsze orientalne obrazy Favraya, wykonane po powrocie ze Wschodu, znajdują się poza Maltą lub w prywatnych kolekcjach, do których nie ma dostępu publiczność. Są to, m.in. Widok Konstantynopola z widokiem na Bosfor (1770), Krajobraz orientalny z osobami (1777), Orientalny pogrzeb (przypisywany).
Według Fortunata Panzavecchii, po śmierci Favraya jego pracownia, wyposażona w narzędzia artystyczne i szkicowniki, przeszła w ręce braci Filippo Vincenzo i Giuseppe Pace, którzy byli uczniami Favraya.

## Lista najważniejszych prac Favraya[75]
- Poddanie się antypapieża Wiktora IV papieżowi Innocentemu II (1743) – Norton Simon Museum, Pasadena, USA
- Błogosławiona Dziewica (~1745) – muzeum konkatedry św. Jana, Valletta, Malta
- Portret damy (niebieski) (prawdopodobnie późne lata 1740.) – kolekcja prywatna, Malta[76][77]
- Portret młodej maltańskiej damy (1745) – muzeum Luwru, Paryż, Francja[78]
- Ostatnia Wieczerza (1745–1747) – kolegiata św. Pawła Rozbitka, Valletta, Malta
- Abraham i Melchizedek (1745–1747) – kolegiata św. Pawła Rozbitka, Valletta, Malta
- Eliasz i anioł (1745–1747) – kolegiata św. Pawła Rozbitka, Valletta, Malta
- Najświętsze Serce Jezusa (1745–1747) – kolegiata św. Pawła Rozbitka, Valletta, Malta
- Papież Benedykt XIV (1746) – muzeum konkatedry św. Jana, Valletta, Malta[79][80]
- Biskup Paul Alpheran de Bussan
- Papież Benedykt XIV (1747) – muzeum katedry św. Pawła, Mdina, Malta[80][81]
- Apoteoza św. Barbary (1747) – kościół św. Barbary, Valletta, Malta
- Portret Wielkiego Mistrza Pinto (1747) – muzeum konkatedry św. Jana, Valletta, Malta
- Zwiastowanie Najświętszej Dziewicy (1748) – Muzeum Katedralne, Mdina, Malta
- Święty Piotr (1748) – Muzeum Katedralne, Mdina, Malta
- Święty Paweł (1748) – Muzeum Katedralne, Mdina, Malta
- Święty Karol Boromeusz (1748) – Muzeum Katedralne, Mdina, Malta
- Święty Franciszek Salezy (1748) – Muzeum Katedralne, Mdina, Malta
- Ukazanie się Matki Bożej św. Ignacemu Loyoli w Manresie (1748) – kaplica Matki Bożej z Manresy, Kuria Arcybiskupia, Floriana, Malta
- Święty Jan Ewangelista – kościół Przemienienia Pańskiego, Lija, Malta
- Nasza Pani Wykupienia (1779) – oryginalnie w kaplicy w Selmun Palace, Mellieħa, Malta, dziś w kościele Matki Bożej Wykupienia w Selmun[34]
- Satyr na chłopskim stole – Muzeum Katedralne, Mdina, Malta
- Souper à Malte (przypisywany, niedatowany) – Musée de la Ville, Evreux, Francja[82]
- Święci Zakonu św. Jana – Muzeum Katedralne, Mdina, Malta
- Święci Paweł i Jan Chrzciciel – Muzeum Wignacourta, Rabat, Malta
- Odpoczynek w czasie ucieczki do Egiptu – kolekcja prywatna, Malta
- Muzykanci – Narodowe Muzeum Sztuk Pięknych, Valletta, Malta
- Lekcja – Narodowe Muzeum Sztuk Pięknych, Valletta, Malta
- Portret Giovanniego Battisty Gronet – Narodowe Muzeum Sztuk Pięknych, Valletta, Malta
- Ustanowienie Eucharystii – Narodowe Muzeum Sztuk Pięknych, Valletta, Malta
- Portret Ignazio Costu – Palazzo Parisio, Valletta, Malta
- Śmierć św. Józefa (1748) – kaplica Matki Bożej z Manresy, Kuria Arcybiskupia, Floriana, Malta
- Anioł Stróż prowadzący podopiecznego do raju (1748) – kaplica Matki Bożej z Manresy, Kuria Arcybiskupia, Floriana, Malta
- Śmierć św. Franciszka Ksawerego (1748) – kaplica Matki Bożej z Manresy, Kuria Arcybiskupia, Floriana, Malta
- Święci Paweł i Jan Chrzciciel (1748) – kaplica Matki Bożej z Manresy, Kuria Arcybiskupia, Floriana, Malta
- Ojciec Przedwieczny (1748) – kaplica Matki Bożej z Manresy, Kuria Arcybiskupia, Floriana, Malta
- Ranny Ignacy w łożu otrzymuje wizję św. Piotra (1748) – kaplica Matki Bożej z Manresy, Kuria Arcybiskupia, Floriana, Malta
- Ignacy zamieniający się ubraniem z żebrakiem (1748) – kaplica Matki Bożej z Manresy, Kuria Arcybiskupia, Floriana, Malta
- Święci Kosma i Damian (1748) – The Wellcome Institute for Medical Science, Londyn, Wielka Brytania[83]
- Wielki Mistrz Emanuel Pinto de Fonseca (przed 1749) – Narodowe Muzeum Sztuk Pięknych, Valletta, Malta[84]
- Wnętrze tawerny z orientalnymi niewolnikami (1749) – Muzeum Katedralne, Mdina, Malta[25][85]
- Wielki Mistrz Emanuel Pinto da Fonseca (1749) – zakrystia kościoła św. Mikołaja, Valletta, Malta[86]
- Wielki Mistrz Emanuel Pinto de Fonseca (bez daty) – kolekcja prywatna, Malta[84]
- Wielki Mistrz Emanuel Pinto de Fonseca (bez daty) – kolekcja prywatna, Malta[84]
- Wielki Mistrz Emanuel Pinto de Fonseca (rysunek kredą, kolorowany, bez daty) – kolekcja prywatna, Malta[87]
- Portret Wielkiego Krzyża (bez daty) – kolekcja prywatna, Malta[80]
- Wizyta (~1751) – Narodowe Muzeum Sztuk Pięknych, Valletta, Malta[88][89]
- Ofiarowanie relikwii św. Jana Chrzciciela Wielkiemu Mistrzowi d’Aubusson (1751) – konatedra św. Jana, Valletta, Malta[90]
- Odnalezienie głowy św. Jana Chrzciciela (1751) – konkatedra św. Jana, Valletta, Malta[23][91]
- Maltańskie damy przybywające z wizytą (I) (1751) – muzeum Luwru, Paryż, Francja[92]
- Spalenie ciała św. Jana Chrzciciela przez Juliana Apostatę (po 1751) – konkatedra św. Jana, Valletta, Malta[23][93]
- Maltańskie damy przybywające z wizytą (II) (bez daty) – kolekcja prywatna, Malta[94]
- Młode kobiety w strojach maltańskich (2 obrazy) (bez daty) – miejsce nieznane (obrazy skradzione z St. James Gallery, Londyn, Wielka Brytania)[95]
- Baliw Johann von Schauwenburg (1755) – Narodowe Muzeum Sztuk Pięknych, Valletta, Malta[49][96][97]
- Portret baliwa[98] lub Portret rycerza[97] (bez daty, po 1755) – Narodowe Muzeum Sztuk Pięknych, Valletta, Malta
- Wielki Przeor Bartolomeo Rull (bez daty, prawdopodobnie 1757) – kolekcja prywatna, Malta[81]
- Wielki Przeor Bartolomeo Rull (bez daty, prawdopodobnie 1757) – Pałac Arcybiskupi, Mdina, Malta[81]
- Błogosławiony Gerard przyjmujący Godfreya de Bouillion (1757) – Narodowe Muzeum Sztuk Pięknych, Valletta, Malta[49][99]
- Ecce Agnus Dei (1759) – kolekcja prywatna, Malta[100]
- Święty Franciszek z Asyżu otrzymujący stygmaty (1759) – Narodowe Muzeum Sztuk Pięknych, Valletta, Malta[100]
- Bóg Ojciec z martwym Jezusem Chrystusem (1759) – kościół Ta’ Ġieżu, Rabat, Malta[101]
- Dr Salvatore Bernard z żoną i synem (1759) – kolekcja prywatna, Wielka Brytania[57][102]
- Siostry Mirabita (1759) – kolekcja prywatna, Wielka Brytania[103]
- Wielki Mistrz Philippe Villiers de L’Isle Adam przejmujący Mdinę (bez daty, prawdopodobnie lata 1750.) – Pałac Wielkiego Mistrza, Valletta, Malta
- Wielki Mistrz Jean de Valette (bez daty, prawdopodobnie lata 1750.) – Pałac Wielkiego Mistrza, Valletta, Malta
- Święty Katald (1760) – kościół św. Katalda, Rabat, Malta[104]
- Konny portret króla Karola III hiszpańskiego (1760) – Narodowe Muzeum Sztuk Pięknych, Valletta, Malta[105]
- Portret króla Karola III hiszpańskiego (bez daty) – kolekcja prywatna, Malta[105]
- Donna Caterina Valenti (przypisywany, bez daty) – zakrystia kolegiaty św. Pawła Rozbitka, Valletta, Malta[106]
- Baliw Joaquin Fernandez Portocarrero (bez daty, około 1760) – Narodowe Muzeum Sztuk Pięknych, Valletta, Malta[107]
- Donna Camilla Cagnani (~1761) – zakrystia kolegiaty św. Pawła Rozbitka, Valletta, Malta[49][106]
- Veneranda Abela z wnukiem (1761) – kolekcja prywatna, Malta[108]
- Wnętrze konwentualnego kościoła św. Jana (1761) – Ermitaż, Petersburg, Rosja[109]
- Francuska fregata L’Oiseau zakotwiczona w porcie w Konstantynopolu (1762) – miejsce nieznane[26][110]
- Autoportret (1763) – kolekcja prywatna, Malta[26][64]
- Greckie damy na bazarze (1764) – kolekcja prywatna, Francja[65]
- Greckie damy w ogrodzie (1764) – kolekcja prywatna, Francja[65]
- Lewantyńskie damy „en coiffure d’intérieur” (1764) – Musée des Augustins, Tuluza, Francja[111]
- Hrabia de Vergennes (1766) – Muzeum Pera, Stambuł, Turcja
- Hrabina de Vergennes (1768) – Muzeum Pera, Stambuł, Turcja
- Audiencja ambasadora de Saint-Priest u sułtana (1768) – kolekcja prywatna, Francja[112]
- Audiencja ambasadora de Saint-Priest u wielkiego wezyra (1769) – kolekcja prywatna, Francja[66]
- Widok Konstantynopola z widokiem na Bosfor (1770) – kolekcja prywatna, Francja[113]
- Widok wejścia do portu w Konstantynopolu (1770) – kolekcja prywatna, Francja[114]
- Kupiec ze Smyrny z rodziną (przypisywany) – Rijksmuseum, Amsterdam, Holandia[115]
- Młoda dama z portretem (1771) – kolekcja prywatna, Malta[116]
- Lewantyńskie damy „en coiffure de ville” (1771) – Musée des Augustins, Tuluza, Francja[111]
- Dr Giovanni Nicola Muscat (lata 1770.) – kolekcja prywatna, Malta[117]
- Autoportret z książką (1771) –Casa Rocca Piccola, Valletta, Malta[70][118]
- Portret Marii Amalii Grognet (po 1771) – Narodowe Muzeum Sztuk Pięknych, Valletta, Malta[97][119]
- Portret Giovanniego Battisty Grognet (po 1771) – Narodowe Muzeum Sztuk Pięknych, Valletta, Malta[120]
- Bernard-Hippolyte de Marbeuf (1773) – kolekcja prywatna, Malta[121]
- Wielki Mistrz Francisco Ximenes de Texada (1773) – Pałac Wielkiego Mistrza, Valletta[32]
- Portret mężczyzny (1774) – kolekcja prywatna, Malta[121]
- Portret dwóch maltańskich dam z chłopcem („Trzy pokolenia”) (1775) – kolekcja prywatna, Malta[122][123]
- Wielki Mistrz Rohan z giermkami (1776) – Narodowe Muzeum Sztuk Pięknych, Valletta, Malta[32][124]
- Autoportret jako azjatycki filozof (1778) – Galeria Uffizi, Florencja, Włochy[61][70][125]
- Portret Ignazio Costu (lata 1770.) – Palazzo Parisio, Valletta, Malta[126]
- Muzyk (lata 1770.) – Narodowe Muzeum Sztuk Pięknych, Valletta, Malta[127]
- Papież Pius IV (1779) – Pałac Wielkiego Mistrza, Valletta, Malta[32][128]
- Niepokalane Poczęcie ze św. Janem Chrzcicielem (1783) – zakrystia kościoła parafialnego, Żebbuġ, Malta[70]
- Święty Franciszek Ksawery (1783) – oratorium Krzyża Świętego, Żebbuġ
- Święty Alojzy Gonzaga (1783) – oratorium Krzyża Świętego, Żebbuġ
- Portret Wielkiego Mistrza De Rohan (przed 1784) – miejsce nieznane[32]
- Madonna z Dzieciątkiem (lata 1780.) – kościół parafialny, Mellieħa, Malta[129]
- Autoportret jako starzec (~1790.) – Narodowe Muzeum Sztuk Pięknych, Valletta, Malta[35]
- Portret starszej maltańskiej damy (przypisywany, ~1790.) – kolekcja prywatna, Malta[130]
- Błogosławiona Dziewica z Dzieciątkiem (1791) – kościół Tas-Samra, Ħamrun, Malta
- Tureckie kobiety (1792) – Muzeum Katedralne, Mdina, Malta[131]
- Greckie kobiety (1792) – Muzeum Katedralne, Mdina, Malta[132]
- Lekcja (bez daty) – Narodowe Muzeum Sztuk Pięknych, Valletta, Malta[133]